# Otti Berger
Otilija (Otti) Berger (Comtat d'Osijek-Baranja, Croàcia, 4 d'octubre de 1898 – Camp de Concentració d'Auschwitz, 27 d'abril de 1944) va ser una artista tèxtil i teixidora, membre de la Bauhaus i víctima de l'Holocaust.

## Biografia
Otti Berger va néixer el 4 d'octubre de 1898 a Zmajevac, en el comtat d'Osijek-Baranja de l'Imperi Austrohongarès (posteriorment Iugoslàvia i actualment Croàcia), un poble que també és conegut pel seu nom hongarès, Vörosmart, cosa que fa que de vegades s'atribueixi a Berger la nacionalitat hongaresa. De 1922 a 1926 va assistir a l'Acadèmia d'Art i a l'Escola d'Artesania de Zagreb. Després d'haver fet un curs de formació artística, el 1927 va començar a estudiar a la Bauhaus quan aquest centre tot just s'havia instal·lat a Dessau. En el curs preliminar va estudiar amb el fotògraf i pintor hongarès László Moholy-Nagy i en va ser una alumna destacada; tant, que el seu professor va usar un dels treballs de Berger per il·lustrar el llibre Von Material zur Architektur. En la seva formació, Berger va rebre la influència de Moholy-Nagy i d'altres dos professors de la Bauhaus: el pintor suís Paul Klee i la teixidora i dissenyadora tèxtil Gunta Stölzl, que era amiga de Berger i cap del taller de teixits de la Bauhaus des de 1927).

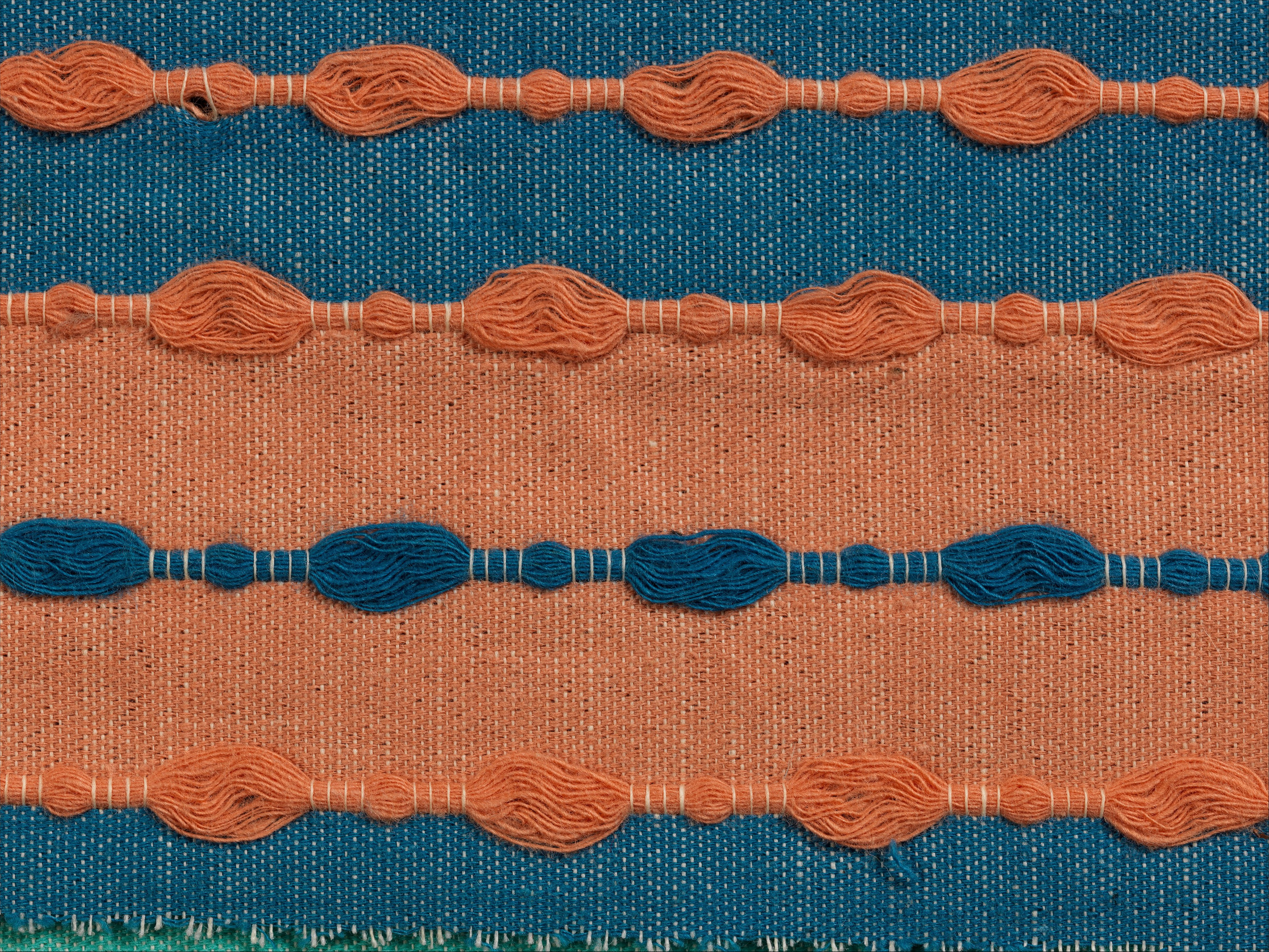
Mostres de teixits d'Otti Berger

El 1930, Gunta Stölzl, en una carta que signa juntament amb Vassili Kandinski, la recomana per a dirigir el taller de teixits de la Bauhaus, tot destacant les habilitats artístiques de Berger, el control impecable dels materials en el procés de teixir i la capacitat docent que ja ha demostrat en treballs anteriors guiant estudiants més joves. Tot i que va encarregar-se de la direcció del taller de teixits i en va ser la responsable de la docència, les pràctiques i la producció, mai no va rebre un nomenament oficial com a directora. N'era subdirectora tècnica i artística, mentre que el càrrec de directora l'ocupava Lilly Reich, que era col·laboradora de l'aleshores director de l'escola, Ludwig Mies van der Rohe, i havia estat directora artística de la participació alemanya a l'Exposició de Barcelona de 1929 (ambdós van dissenyar la famosa cadira Barcelona). Berger va romandre a la Bauhaus fins que el partit nazi, que es fa amb el govern municipal de Dessau el 1931, la fa tancar.

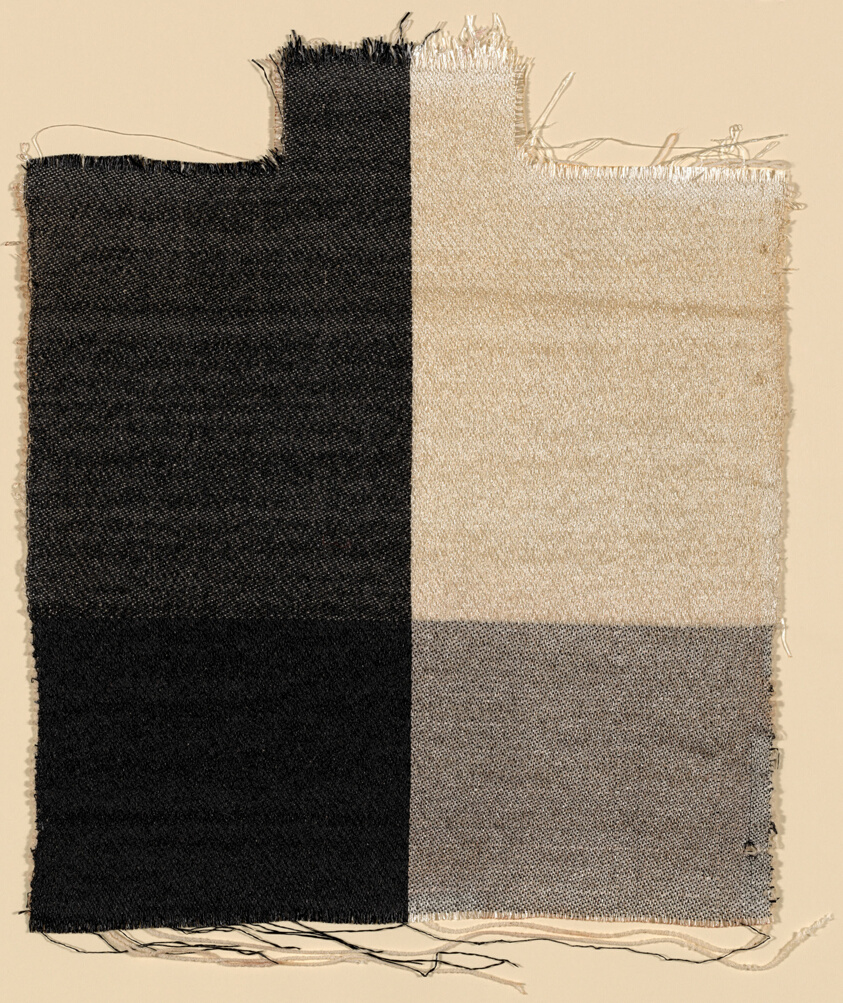

El 1932, Mies van der Rohe va obrir una nova Bauhaus, ara privada, i a la mateixa ciutat Berger va obrir un estudi de disseny des d'on va col·laborar amb nombroses empreses de la indústria tèxtil, que produïen teles basades en les seves solucions innovadores. El 1934 va obtenir una patent alemanya per a una tela de tapisseria de doble teixit (Möbelstoff-Doppelgewebe), i va ser acceptada a l'associació d'artesans alemanys.
El 23 de maig de 1936, l'Alemanya nazi va prohibir a Berger seguir treballant pel fet de ser jueva. Durant algun temps va seguir treballant de manera clandestina i el 1937, aconsellada per l'exdirector de la Bauhaus Walter Gropius, es va traslladar a Londres, on no va acabar d'adaptar-se perquè no coneixia bé la llengua i a més tenia un problema auditiu que feia que es relacionés poc amb la gent. Va rebre l'ajut de Lucia Moholy, una altra dona de la Bauhaus i esposa del que havia estat professor seu László Moholy-Nagy. Va treballar en una indústria tèxtil de Londres i va estar també durant cinc setmanes en una empresa de Bolton, prop de Manchester.
Moholy-Nagy va oferir-li dirigir el taller de teixits de la New Bauhaus de Chicago, als Estats Units i per tractar-ho amb ella la va visitar personalment a Londres. Aquesta oferta li oferia un futur esperançador, amb la possibilitat d'anar als Estats Units amb el seu xicot, l'arquitecte Ludwig Hilberseimer. Malauradament, abans que pogués marxar els Estats Units, la seva mare, que estava malalta, va agreujar-se i el 1938 Berger va tornar al seu poble natal. Des d'allà va provar d'obtenir el visat per anar als Estats Units però no li van concedir.
El 1941 va morir el pare d'Ottis Berger i l'any següent també va morir la seva mare. El 27 d'abril de 1944, juntament amb tots els altres seus familiars del poble, va ser detinguda i els van traslladar a Auschwitz. Segons relat posterior del seu germà Oton, únic supervivent de la família, Otti Berger va morir en una cambra de gas.
El Museu Busch-Reisinger de la Universitat Harvard (Cambridge, Massachusetts) conserva una col·lecció de més de mil mostres de teixits d'Otti Berger, moltes de les quals són variacions d'un mateix disseny bàsic. La col·lecció conté un mostrari amb una sèrie de dissenys basades en la seva patent Möbelstoff-Doppelgewebe. Berger va cedir els drets de la seva invenció a l'empresa Schriever-Rosshaar, amb la condició que els mostraris i totes les mostres portessin les seves inicials en minúscula: «o.b.»

## Galeria de dissenys d'Otti Berger

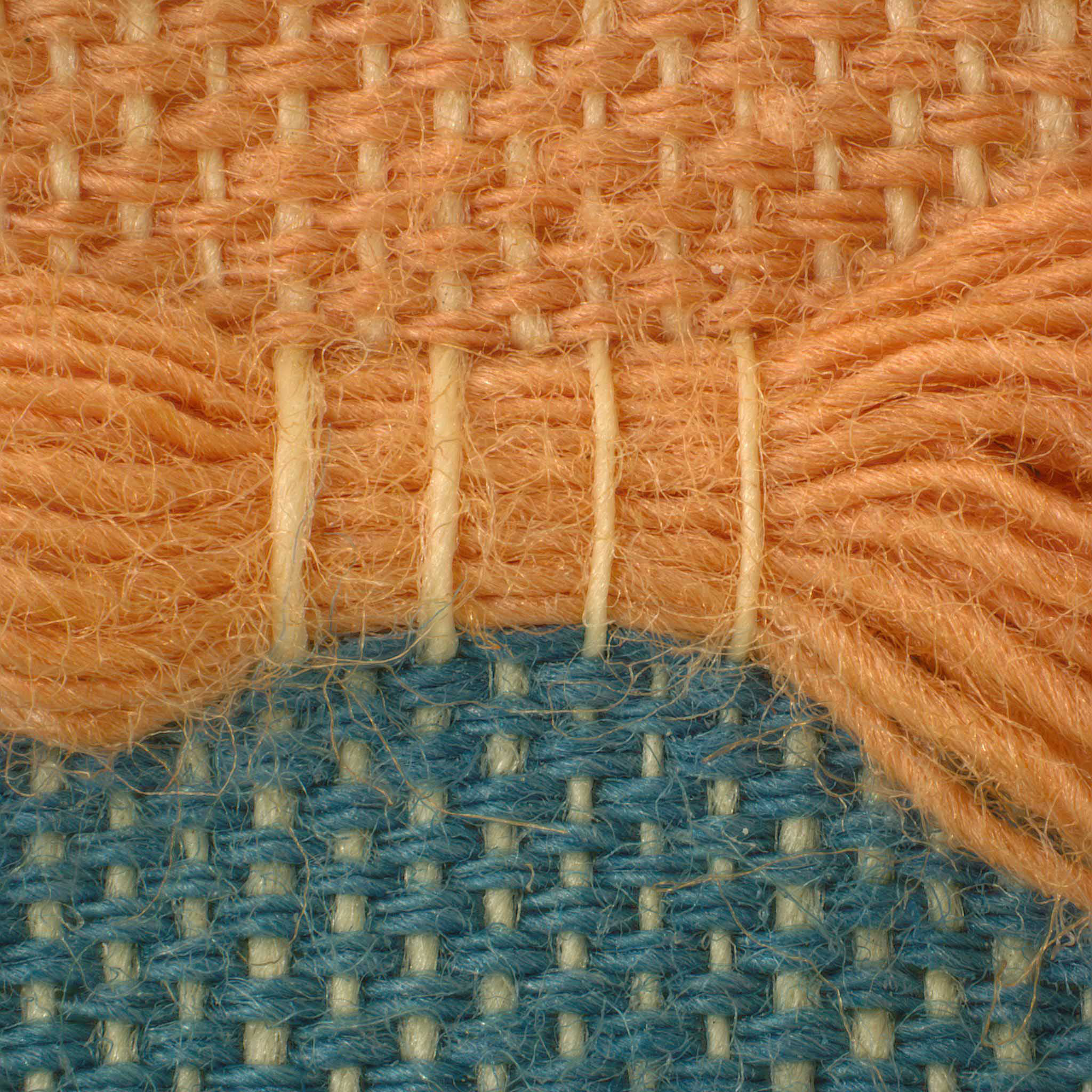
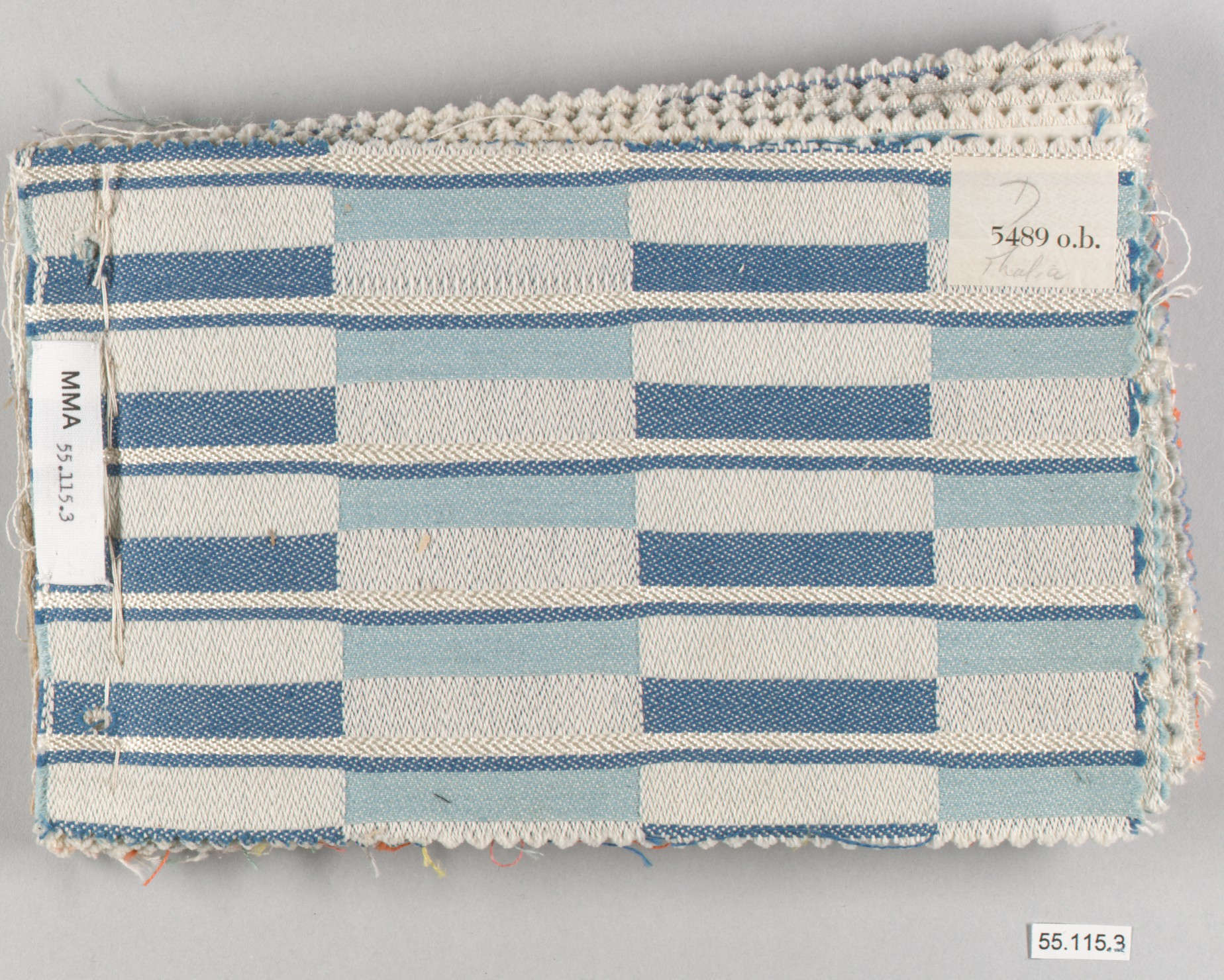
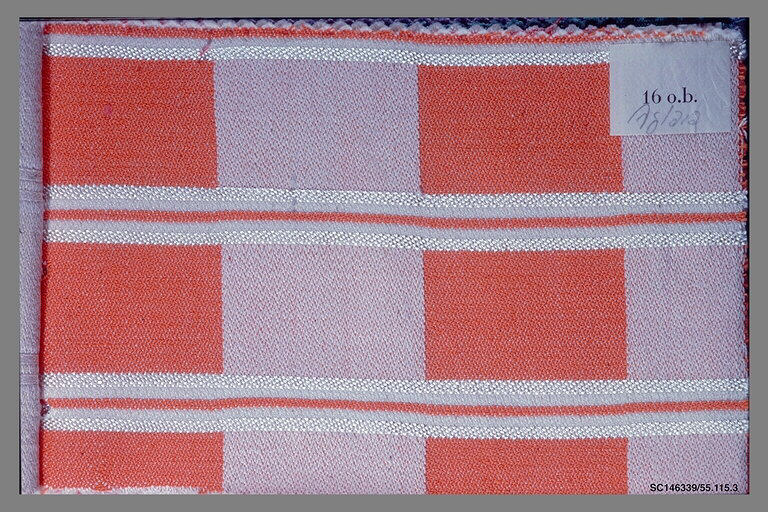
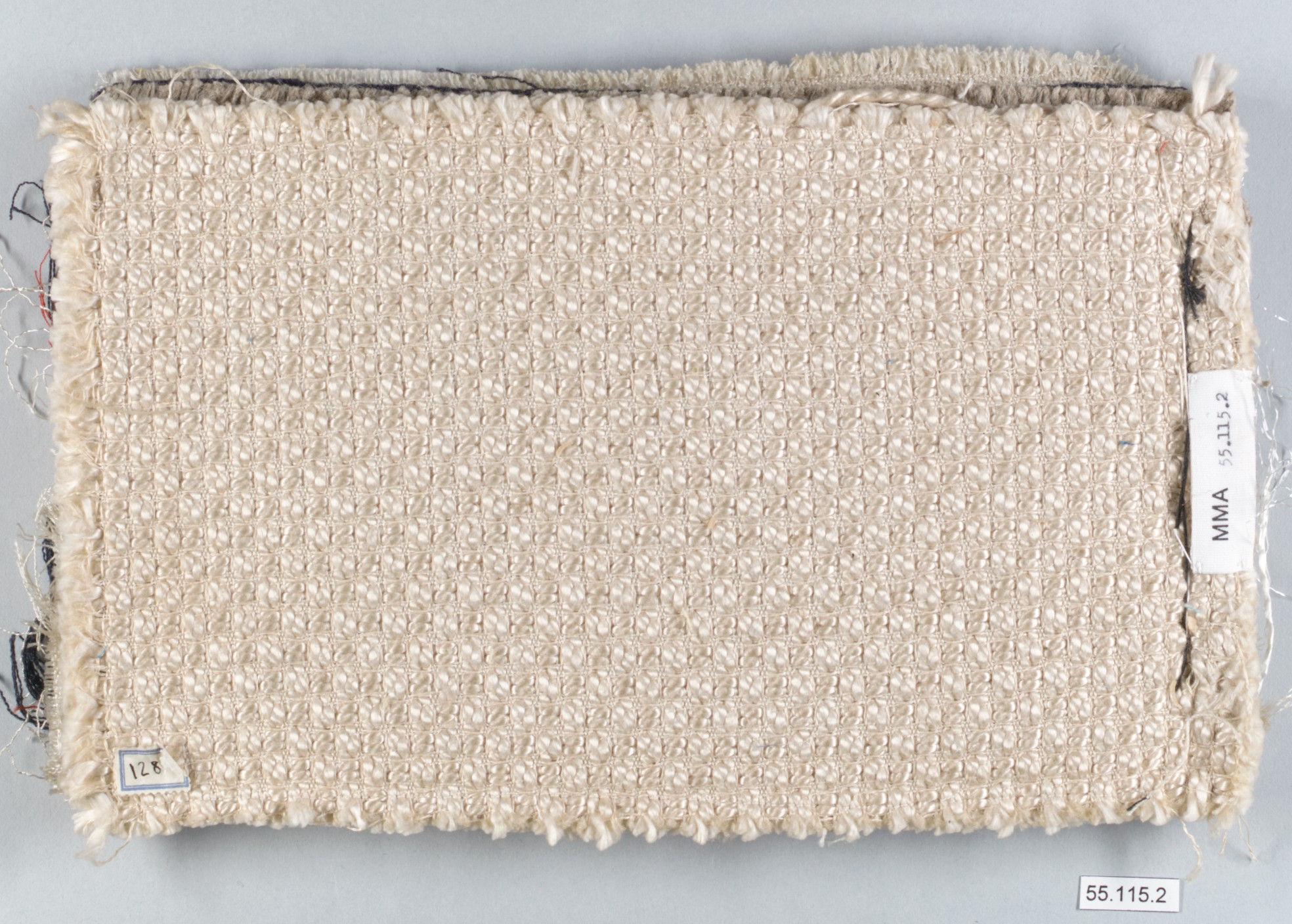
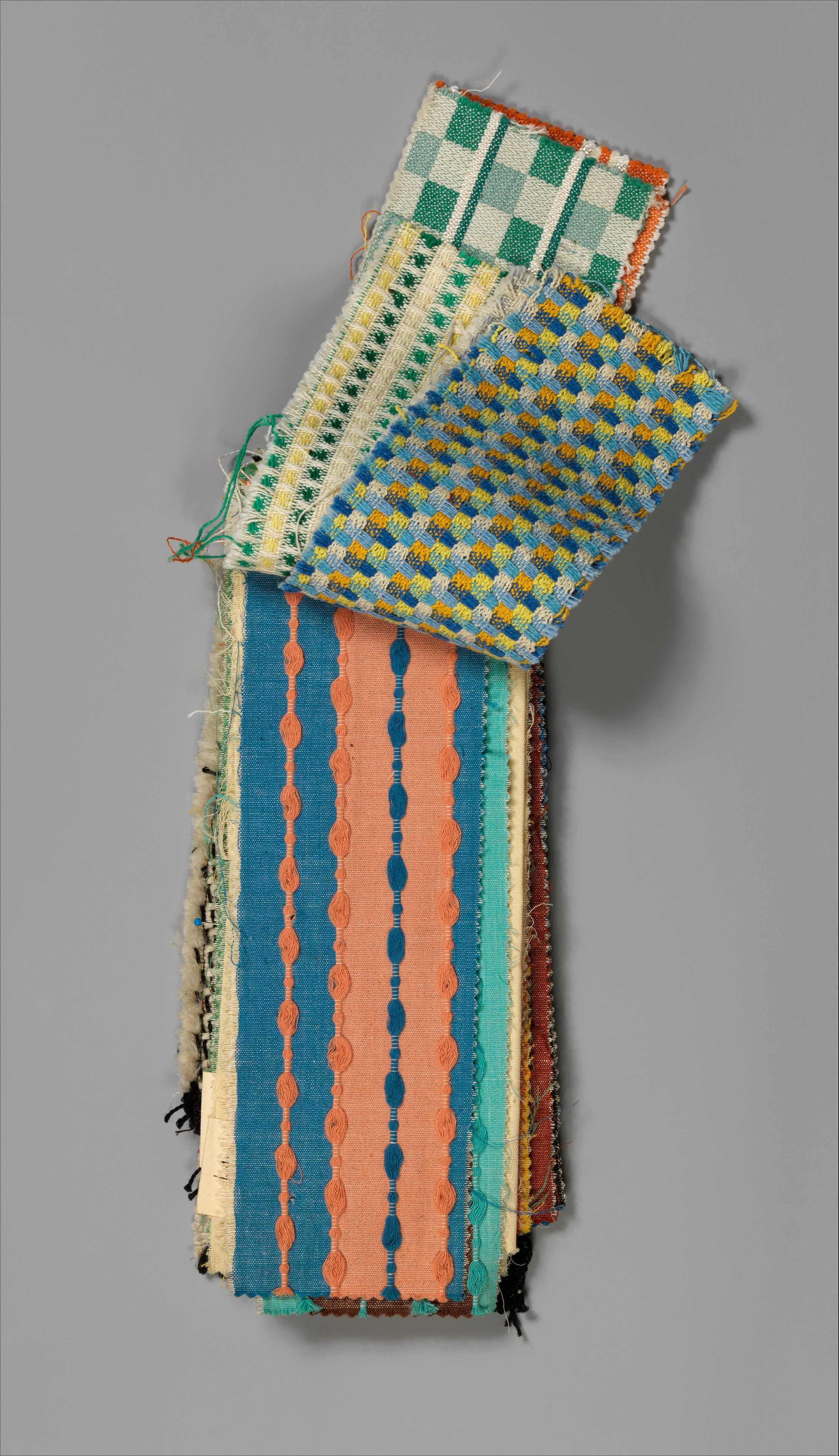
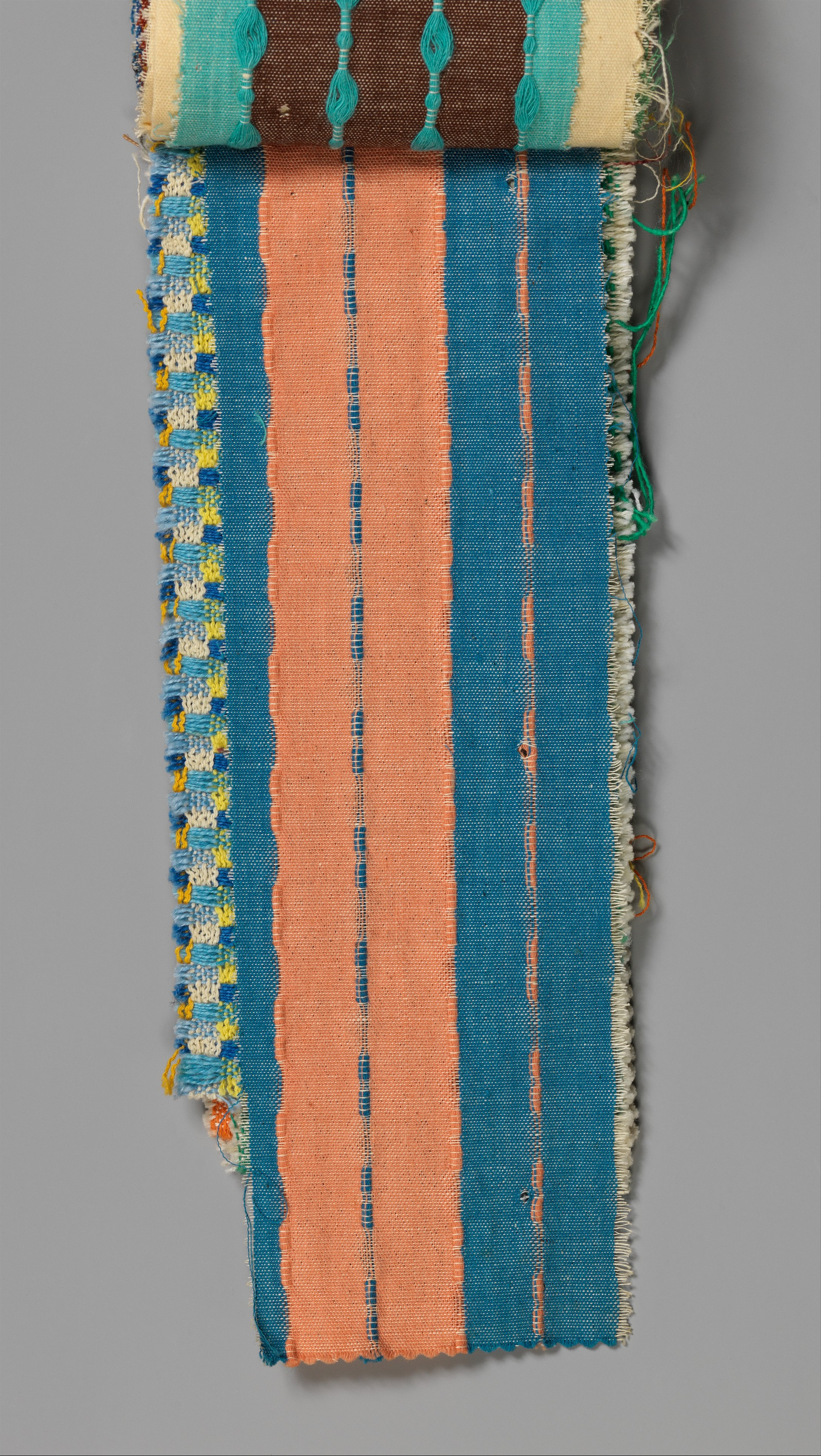
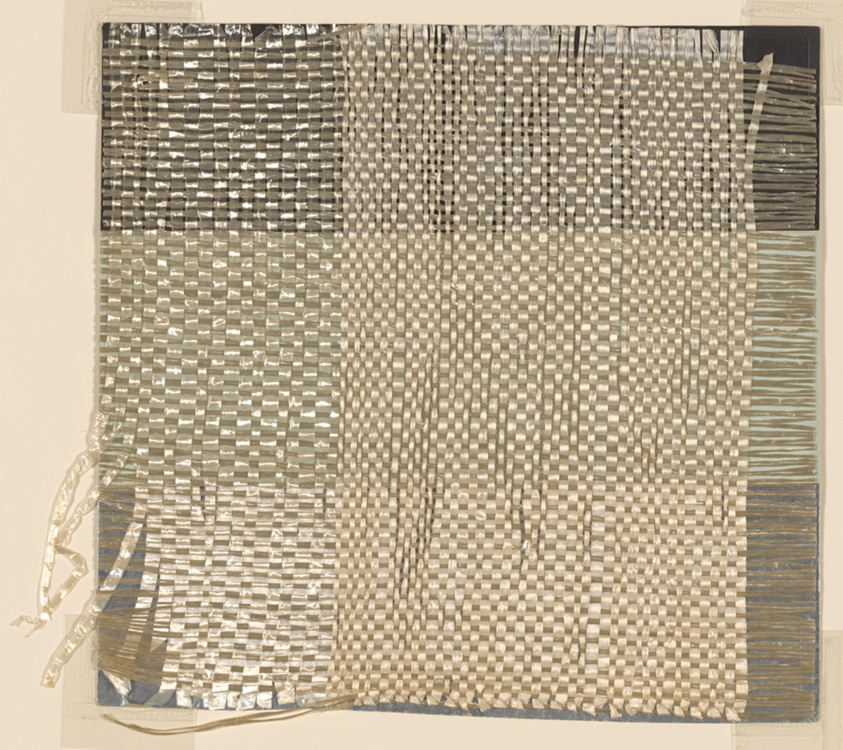
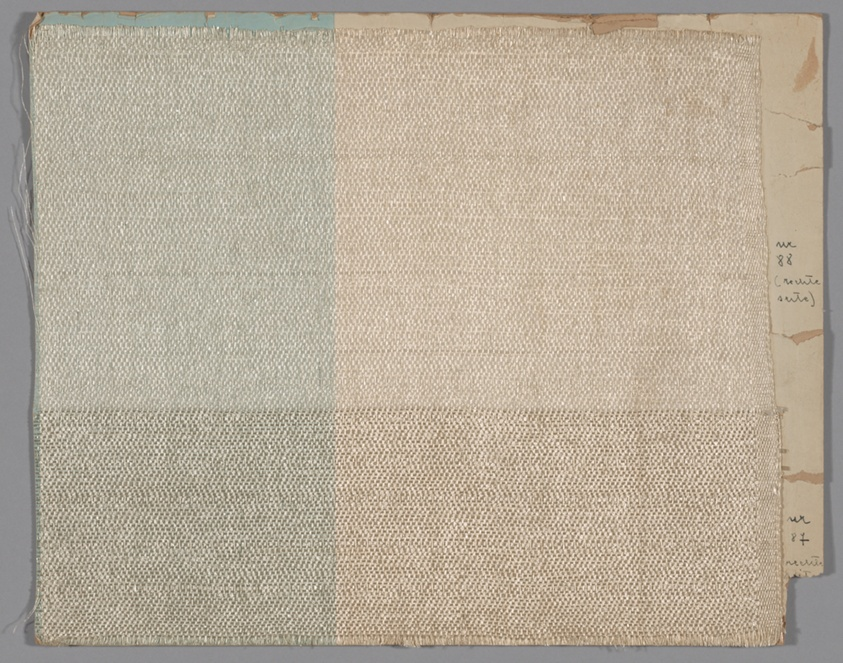
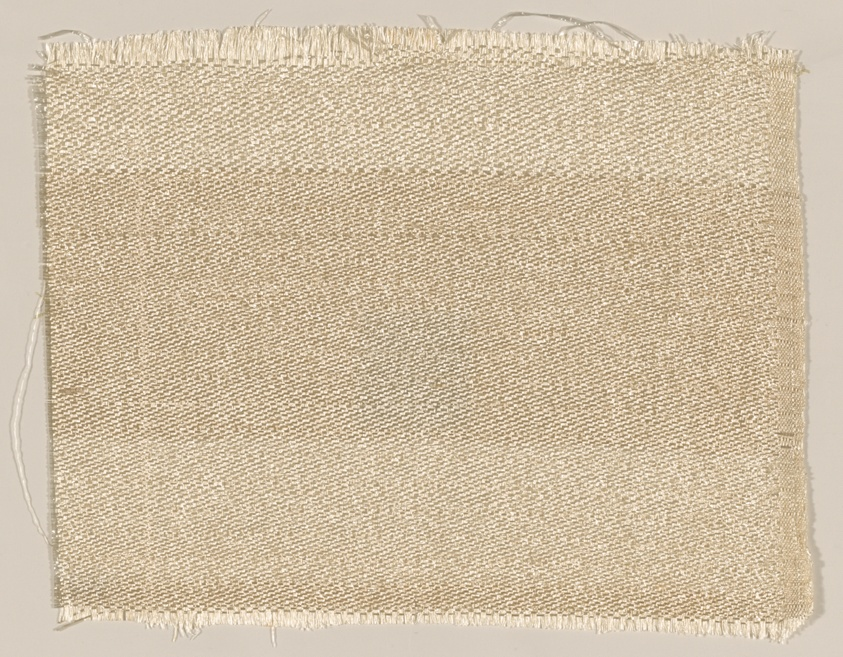